# 쥐가오리과
쥐가오리과(Mobulidae)은 매가오리목에 속하는 가오리류 집단이다. 과거에는 매가오리과의 하위 분류군으로 알려져 왔지만 현재는 매가오리과와 별개의 집단으로 분류하고 있다.

## 특징
쥐가오리과의 가장 큰 특징으로는 날개처럼 생긴 가슴지느러미와 입가의 양 옆에 달려 있는 한 쌍의 머리지느러미가 있으며, 머리지느러미는 가오리류를 통틀어서 쥐가오리과에 속하는 동물들에게서만 관찰이 가능하다. 근연 집단인 매가오리과, 리놉테라과와는 달리 이빨이 매우 작아서 큰 먹이를 씹어먹을 수 있는 구조가 아니다. 이 때문에 모든 종류의 쥐가오리류는 입을 크게 벌린 채로 미세 먹이를 사냥하는 여과섭식자이다.

## 분류 및 진화사
쥐가오리과는 2017년 이전에는 매가오리과의 하위 분류군인 쥐가오리아과(Mobulinae)로 취급되었으며 지금도 매가오리과로 포함시키는 사이트 및 서적이 존재한다. 그러나 2017년 6월 24일, 윌리엄 화이트(William T. White) 및 동료 연구진들의 분자생물학 연구에 따라 쥐가오리아과는 매가오리과에서 따로 분리되어 독립된 쥐가오리과를 이루게 된다.
또한 이전에는 현존하는 종들을 쥐가오리속(Mobula)과 대왕쥐가오리속(Manta)으로 나누어 분류하였지만 화이트의 연구에 따르면 대왕쥐가오리속은 기존의 쥐가오리속과 유전학적으로 큰 차이가 없기 때문에 별개의 속으로 분류될 근거가 없다고 밝혔다. 따라서 대왕쥐가오리속은 쥐가오리속의 후행이명 처리가 되었다.
쥐가오리류는 연골어류이기 때문에 화석이 잘 보존되지 않아 화석 기록이 적은 편이다. 주로 치아 화석이 발견된다. 중생대 백악기 후기에 최초로 발생한 것으로 알려져 있으며, 이 중 아르카이오만타(Archaeomanta)가 제일 오래된 종인 것으로 추정된다. 중생대부터 신생대까지 다양한 속이 존재했지만 현재는 쥐가오리속만이 유일하게 남아있다.

### 종류
아래는 현생종 및 화석종의 분류이다.
- 쥐가오리속 (Mobula)
  - 암초대왕쥐가오리 (Mobula alfredi) - 구 대왕쥐가오리속 (Manta)
  - 대왕쥐가오리 (Mobula birostris) - 구 대왕쥐가오리속 (Manta)
  - 난쟁이쥐가오리 (Mobula kuhlii) - 동종이명: M. eregoodootenkee
  - 대서양쥐가오리 (Mobula hypostoma) - 동종이명: M. rochebrunei
  - 쥐가오리 (Mobula mobular) - 동종이명: M. japanica
  - 멍크쥐가오리 (Mobula munkiana)
  - 칠레쥐가오리 (Mobula tarapacana)
  - 굽은지느러미쥐가오리 (Mobula thurstoni)
- †Archaeomanta
  - †Archaeomanta melenhorsti
  - †Archaeomanta priemi
- †Burnhamia
  - †Burnhamia daviesi
  - †Burnhamia fetahi
- †Eomobula
  - †Eomobula stehmanni
- †Paramobula
  - †Paramobula fragilis